# La Tremoleda (les Planes d'Hostoles)
La Tremoleda és una muntanya de 847 metres que es troba entre els municipis de les Planes d'Hostoles i de Sant Aniol de Finestres, a la comarca catalana de la Garrotxa.